# IPed

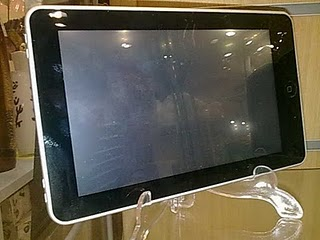
iPed本体

iPed（アイペッド）は、2010年に中国のEKEN社から販売された中国のタブレット型コンピュータである。Apple製のiPadのコピー商品である。

## 概要
この商品の正式名は「M003」。アップルが2010年1月27日にiPadの製品発表を行ってから、約2ヶ月後の2010年3月下旬には中国の深圳の電気店で登場した。
発売当初の3月下旬では、2000元（約2万6000円）ほどで販売されていたが、多くの企業の参入により5月下旬では800元（約1万円）で販売されている。
iPedは、iPadと比べると安価なせいもあって中国では人気を博している。
また、本体が入っているケースはiPadの画像をそのまま採用していたり、取扱説明書には「APad」と書かれていたりする。外見はiPadを模しているが、中身はAndroidタブレットである。

## 主な仕様
| プロセッサ               | インテル製 | インテル製 |
| オペレーティングシステム | Android    | Android    |

## 主な機能
- タッチパネル対応
- 画面回転機能
- 日本語対応

## 関連事項
- 山寨
- コピー商品
- 中国の知的財産権問題